# Bibliothek deutscher Klassiker (Reihe, DDR)

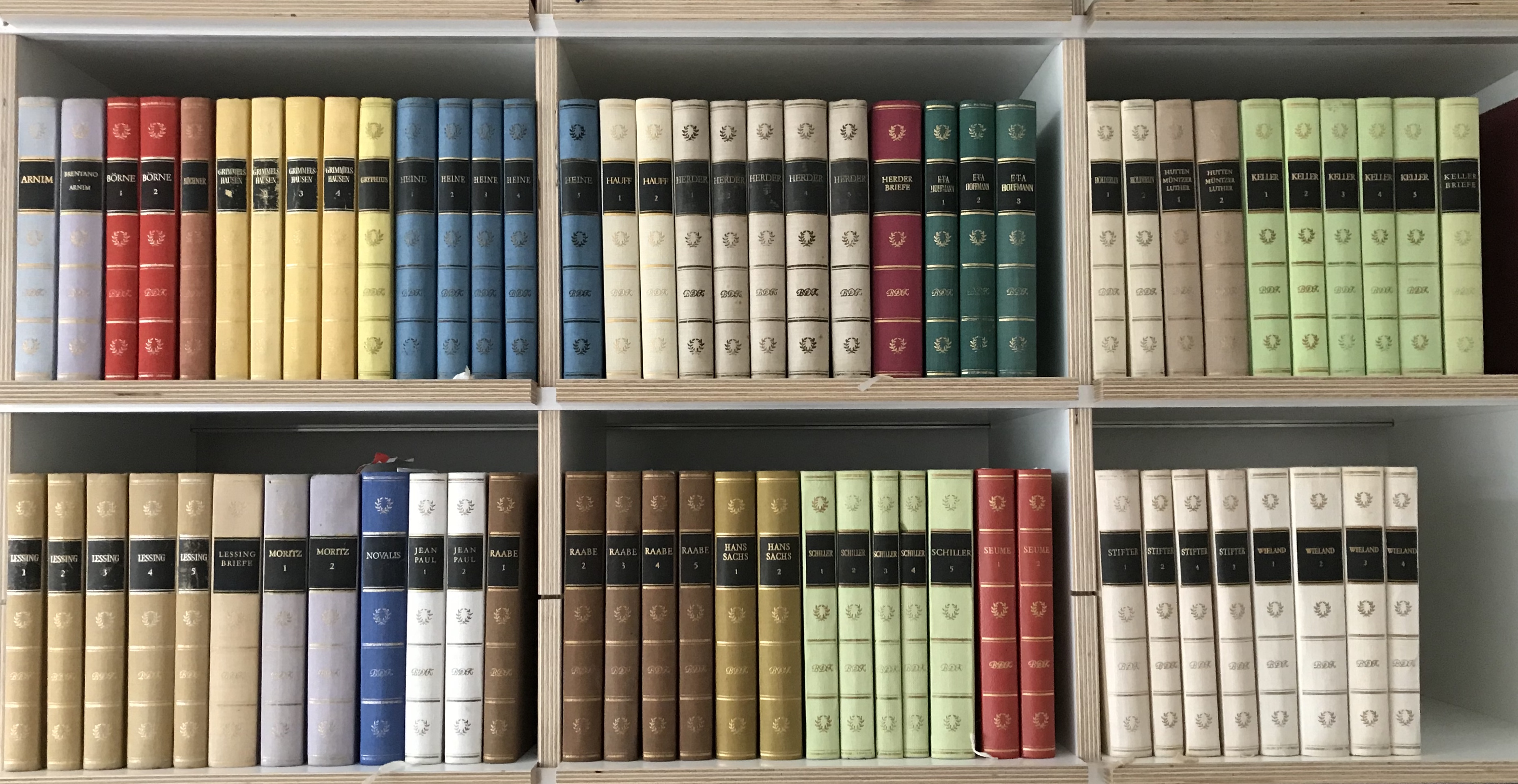
Eine Auswahl von Ausgaben der Bibliothek deutscher Klassiker

Das großangelegte und noch heute in sehr vielen Bücherregalen präsente Editionsunternehmen des Volksverlags Weimar (bis 1964) und dann des Aufbau-Verlags (Berlin u. Weimar/DDR) war eine staatlich gesteuerte „Volksausgabe“, heute würde man sagen Leseausgabe, initiiert vom Ministerium für Kultur (DDR), die diejenigen deutschsprachigen Autorinnen und Autoren einer breiten Leserschaft zugänglich machen wollte, die einerseits aus Sicht der SED-Führung und der vorherrschenden Staatsideologie akzeptabel waren und denen andererseits von der zeitgenössischen Germanistik der Status eines Klassikers zugewiesen worden ist. Lese- bzw. Volksausgaben wie diese stehen in einer kulturellen Tradition.

## Historischer Hintergrund

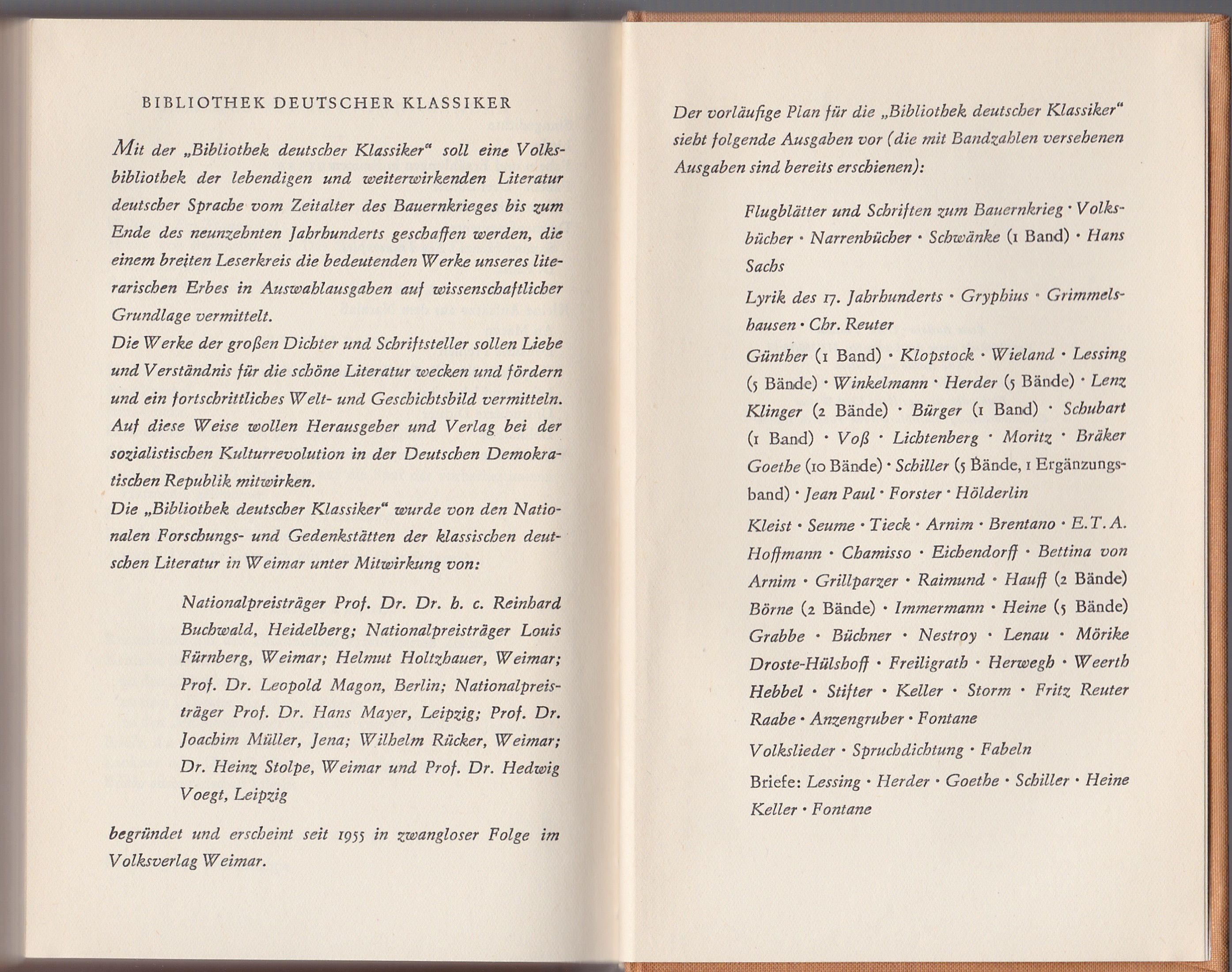
Selbstbeschreibung und Programm der BDK in Lessings Werke in fünf Bänden, Volksverlag Weimar 1959

Mit dem Ziel der Veröffentlichung einer Serie vergünstigter Sammelausgaben, welcher insbesondere den Werktätigen verfügbar gemacht werden sollte, verordnete die SED-Regierung im Dezember 1953 die Herausgabe einer Klassikerreihe durch das Kulturministerium. Am 10. März 1954 fiel im Rahmen einer Besprechung des Kulturministeriums der Name BDK erstmals und wurde zugleich mit der Festlegung eines Rahmenprogramms für die folgenden Jahre beauftragt. Zu den Herausgebern der Reihe gehörten Reinhard Buchwald (Heidelberg), Louis Fürnberg (Weimar), Helmut Holtzhauer (Weimar), Leopold Magon (Berlin), Hans Mayer (Leipzig), Joachim Müller (Jena), Wilhelm Rücker (Weimar), Heinz Stolpe (Weimar) und Hedwig Voegt (Leipzig)

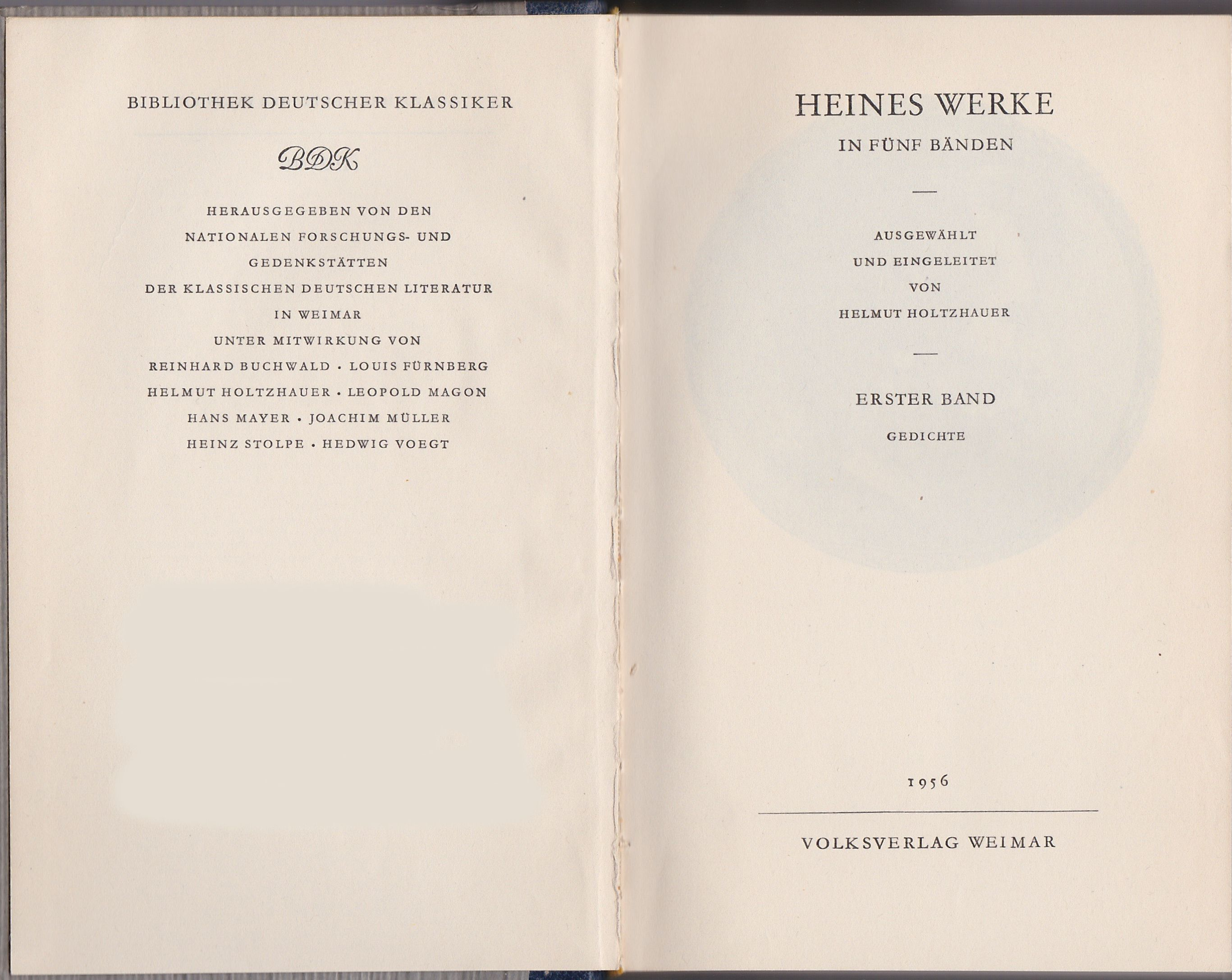
Frontispiz Bd. 1 der 5bd. Ausgabe von Heines Werken, 1. Aufl. 1956: Volksverlag Weimar, 18. Aufl. 1991: Aufbau-Verlag Berlin u. Weimar

Im Zuge dieser Regierungsverordnung wurde das Institut für klassische deutsche Literatur der Nationalen Forschungs- und Gedenkstätte (NFG) gegründet und unter die Leitung von Helmut Holtzhauer gestellt. In den Anfangsjahren wurde die Reihe als gesamtdeutsche Edition angedacht. Dies änderte sich im Oktober 1957, als die SED-Führung die Reihe im Zuge einer kulturpolitischen Neuorientierung, genannt „Ideologische Offensive“, für ihre bürgerliche Haltung kritisierte.
Im Verlauf der 1980er Jahre nahm der Einfluss der Zensurbehörde bzw. der beaufsichtigenden Kulturfunktionäre aus Staat und Politik zunehmend ab. Mit dem Zusammenbruch der DDR hat auch die BDK ihr Ende gefunden. Letzte Ausgaben erschienen 1992 im Aufbau-Verlag Berlin und Weimar.
Insgesamt wurden mehr als sieben Millionen Bände in der DDR, aber auch in Westdeutschland verkauft. Der Germanist Hans Mayer schrieb 1991: „Die Bibliothek der Deutschen Klassiker, die in Weimar herausgegeben wurde, ist sensationell gewesen … In allen germanistischen Seminaren der Bundesrepublik hat man sich der Weimarer Ausgaben bedient. …“

## Die einzelnen Ausgaben
Im Ganzen sind es 74 meist mehrbändige Werkausgaben (in insgesamt 165 Bänden) von Texten, die original zwischen 1488 und 1916 erschienen sind. Davon sind sieben Briefausgaben. Insgesamt wurden 62 Autoren und Autorinnen veröffentlicht, wovon sieben aus Österreich und fünf aus der Schweiz stammen. Lediglich zwei Autorinnen wurden im Rahmen der 'Bibliothek deutscher Klassiker' veröffentlicht.
| Werkausgabe (Anzahl Bände)                                       | Bearbeitende/Herausgebende                   | Jahr Erstausgabe |
| ---------------------------------------------------------------- | -------------------------------------------- | ---------------- |
| Anzengruber, Ludwig (2 Bde.)                                     | Kuhne, Manfred                               | 1971             |
| Arnim, Achim von (1 Bd.)                                         | Hahn, Karl-Heinz                             | 1981             |
| Börne, Ludwig (2 Bde.)                                           | Bock, Helmut, Dietze, Walter                 | 1959             |
| Bräker, Ulrich (1 Bd.)                                           | Thalheim, Hans-Günther                       | 1964             |
| Brentano, Clemens (1 Bd.)                                        | Hahn, Karl-Heinz                             | 1991             |
| Brentano, Clemens, Achim von Arnim (1 Bd.)                       | Hahn, Karl-Heinz                             | 1973             |
| Büchner, Georg (1 Bd.)                                           | Poschmann, Henri                             | 1964             |
| Bürger, Gottfried August (1 Bd.)                                 | Kaim-Kloock, Lore, Streller, Siegfried       | 1956             |
| Chamisso, Adelbert von (1 Bd.)                                   | Wersig, Peter                                | 1967             |
| Droste-Hülshoff, Annette von (1 Bd.)                             | Walbiner, Rudolf                             | 1969             |
| Ebner-Eschenbach, Marie von (1 Bd.)                              | Koch, Alice                                  | 1969             |
| Eichendorff, Joseph von (1 Bd.)                                  | Häckel, Manfred                              | 1967             |
| Fontane, Theodor (5 Bd.)                                         | Reuter, Hans-Heinrich                        | 1964             |
| Fontanes Briefe (2 Bde.)                                         | Erler, Gotthard                              | 1968             |
| Forster, Georg (2 Bde.)                                          | Steiner, Gerhard                             | 1968             |
| Freiligrath, Ferdinand (1 Bd.)                                   | Ilberg, Werner                               | 1962             |
| Goethe, Johann Wolfgang von (10 Bde.)                            | Buchwald, Reinhard                           | 1956/57          |
| Goethe Ausgewählte Schriften über die Natur (Ergänzungsband)     | Buchwald, Eberhard                           | 1961             |
| Goethe, Johann Wolfgang von (12 Bde.)                            | Holtzhauer, Helmut                           | 1966             |
| Goethes Briefe (3 Bde.)                                          | Holtzhauer, Helmut                           | 1970             |
| Gotthelf, Jeremias (2 Bde.)                                      | Poschmann, Henri                             | 1971             |
| Grabbe, Christian Dietrich (2 Bde.)                              | Werner, Hans-Georg                           | 1987             |
| Grillparzer, Franz (3 Bde.)                                      | Träger, Claus                                | 1967             |
| Grimmelshausen, Hans Jakob Christoffel von (4 Bde.)              | Streller, Siegfried                          | 1960             |
| Gryphius, Andreas (1 Bd.)                                        | Szyrocki, Marian                             | 1963             |
| Günther, Johann Christian (1 Bd.)                                | Dahlke, Hans                                 | 1957             |
| Hauff Wilhelm (2 Bde.)                                           | Schlichting, Reiner                          | 1963             |
| Hebbel, Friedrich (3 Bde.)                                       | Müller, Joachim                              | 1960             |
| Hebel, Johann Peter (1 Bd.)                                      | Pilling, Dieter                              | 1969             |
| Heine, Heinrich (5 Bde.)                                         | Holtzhauer, Helmut                           | 1956             |
| Heine Lutetia (Ergänzungsband)                                   | Holtzhauer, Helmut                           | 1960             |
| Heines Briefe (1 Bd.)                                            | Mende, Fritz                                 | 1969             |
| Herder, Johann Gottfried (5 Bde.)                                | Dobbek, Wilhelm                              | 1957             |
| Herders Briefe (1 Bd.)                                           | Otto, Regine                                 | 1970             |
| Herwegh, Georg (1 Bd.)                                           | Werner, Hans-Georg                           | 1967             |
| Hoffmann, E.T.A (3 Bde.)                                         | Schneider, Gerhard                           | 1963             |
| Hölderlin, Friedrich (2 Bde.)                                    | Greiner-Mai, Herbert                         | 1963             |
| Hutten, Ulrich von, Müntzer, Luther (2 Bde.)                     | Streller, Siegfried, Streller, Christa       | 1970             |
| Keller, Gottfried (5 Bde.)                                       | Richter, Hans                                | 1961             |
| Kellers Briefe (1 Bd.)                                           | Goldammer, Peter                             | 1967             |
| Kleist, Heinrich von (2 Bde.)                                    | Brandt, Helmut                               | 1961             |
| Klinger, Friedrich Maximilian von (2 Bde.)                       | Geerdts, Hans Jürgen                         | 1958             |
| Klopstock, Friedrich Gottlieb (1 Bd.)                            | Hahn, Karl-Heinz                             | 1971             |
| Lenau, Nikolaus (1 Bd.)                                          | Schlichting, Reiner, Heinz Arnold            | 1970             |
| Lenz, Jakob Michael Reinhold (1 Bd.)                             | Richter, Helmut, Rosalinde Gothe             | 1972             |
| Lessing, Gotthold Ephraim (5 Bde.)                               | Balser, Karl, Höhle, Thomas                  | 1959             |
| Lessings Briefe (1 Bd.)                                          | Greiner-Mai, Herbert                         | 1967             |
| Lichtenberg, Georg Christoph (1 Bd.)                             | Friederici, Hans                             | 1973             |
| Conrad Ferdinand Meyer (2 Bde.)                                  | Brandt, Helmut                               | 1970             |
| Mörike, Eduard (1 Bd.)                                           | Rücker, Wilhelm                              | 1969             |
| Moritz, Karl Philipp (2 Bde.)                                    | Jahn, Jürgen                                 | 1973             |
| Nestroy, Johann (2 Bde.)                                         | Reimann, Paul                                | 1962             |
| Novalis (1 Bd.)                                                  | Dahnke, Hans-Dietrich, Rudolf Walbiner       | 1983             |
| Paul, Jean (2 Bde.)                                              | Hecht, Wolfgang                              | 1968             |
| Raabe, Wilhelm (5 Bde.)                                          | Klingenberg, Anneliese                       | 1972             |
| Raimund, Ferdinand (1 Bd.)                                       | Gothe, Rosalinde                             | 1969             |
| Reuter, Christian (1 Bd.)                                        | Jäckel, Günter                               | 1962             |
| Reuter, Fritz (3 Bde.)                                           | Batt, Kurt                                   | 1963             |
| Sachs, Hans (2 Bde.)                                             | Schiller, Karl Martin, Anneliese Klingenberg | 1960             |
| Schiller, Friedrich (5 Bde.)                                     | Müller, Joachim                              | 1955             |
| Schillers Briefe (2 Bde.)                                        | Hahn, Karl-Heinz                             | 1968             |
| Schiller Geschichte des dreissigjährigen Kriegs (Ergänzungsband) |                                              | 1956             |
| Schlegel, Friedrich von (2 Bde.)                                 | Hecht, Wolfgang                              | 1980             |
| Schubart, Christian Friedrich Daniel (1 Bd.)                     | Wertheim, Ursula, Böhm, Hans                 | 1959             |
| Seume, Johann Gottfried (2 Bde.)                                 | Klingenberg, Anneliese und Karl-Heinz        | 1962             |
| Stifter, Adalbert (4 Bde.)                                       | Müller, Joachim                              | 1961             |
| Storm, Theodor (2 Bde.)                                          | Goldammer, Peter                             | 1962             |
| Tieck, Ludwig (2 Bde.)                                           | Köpp, Claus Friedrich                        | 1985             |
| Voss, Johann Heinrich (1 Bd.)                                    | Voegt, Hedwig                                | 1966             |
| Weerth, Georg (2 Bde.)                                           | Kaiser, Bruno                                | 1963             |
| Wieland, Christoph Martin (4 Bde.)                               | Böhm, Hans                                   | 1967             |
| Winckelmann, Johann Joachim (1 Bd.)                              | Holtzhauer, Helmut                           | 1969             |
|                                                                  |                                              |                  |
| Deutsche Schwänke (1 Bd.)                                        | Albrecht, Günter                             | 1959             |
| Deutsche Volksbücher (3 Bde.)                                    | Suchsland, Peter, Erika Weber                | 1968             |

## Editionskritik
Die Bibliothek deutscher Klassiker muss als Kind ihrer Zeit gesehen werden und genügt heutiger wissenschaftskritischer Editionsarbeit nur in Ansätzen, allerdings war diese Edition als „Volksausgabe“ auch nie für den wissenschaftlichen Gebrauch konzipiert. Ideologische und zeittypische Auswahlkriterien bei den einzelnen Bänden sind vielfach nachzuweisen. Wer das Projekt aus historischer Perspektive betrachtet, kann verstehen, dass die aus der heutigen Perspektive teils gravierenden Editionsmängel aus diesen Umständen entstanden sind.

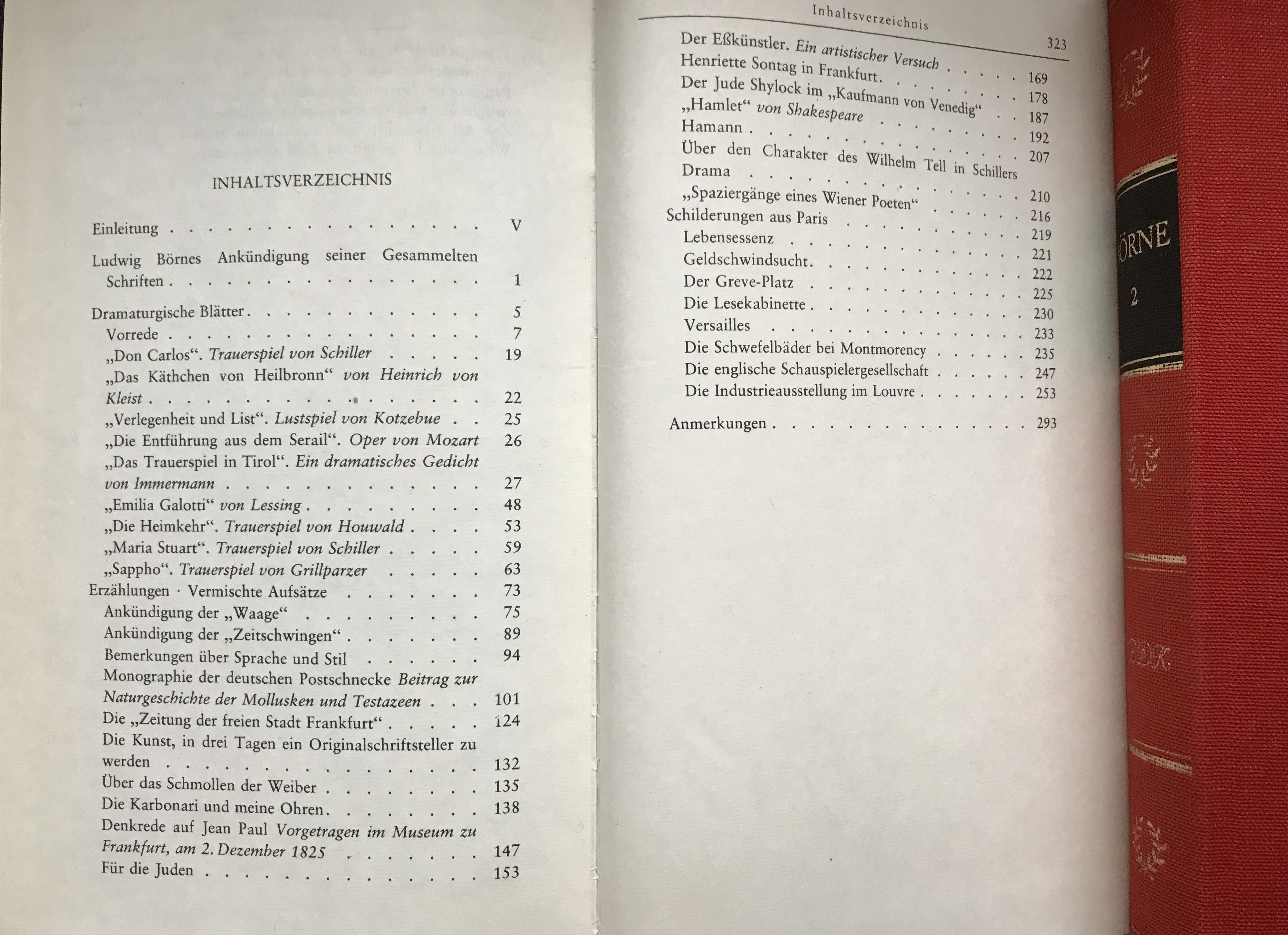
From volume 1 of Ludwig Börne's 2-volume edition as part of the large GDR series „Bibliothek deutscher Klassiker“. (Contents)

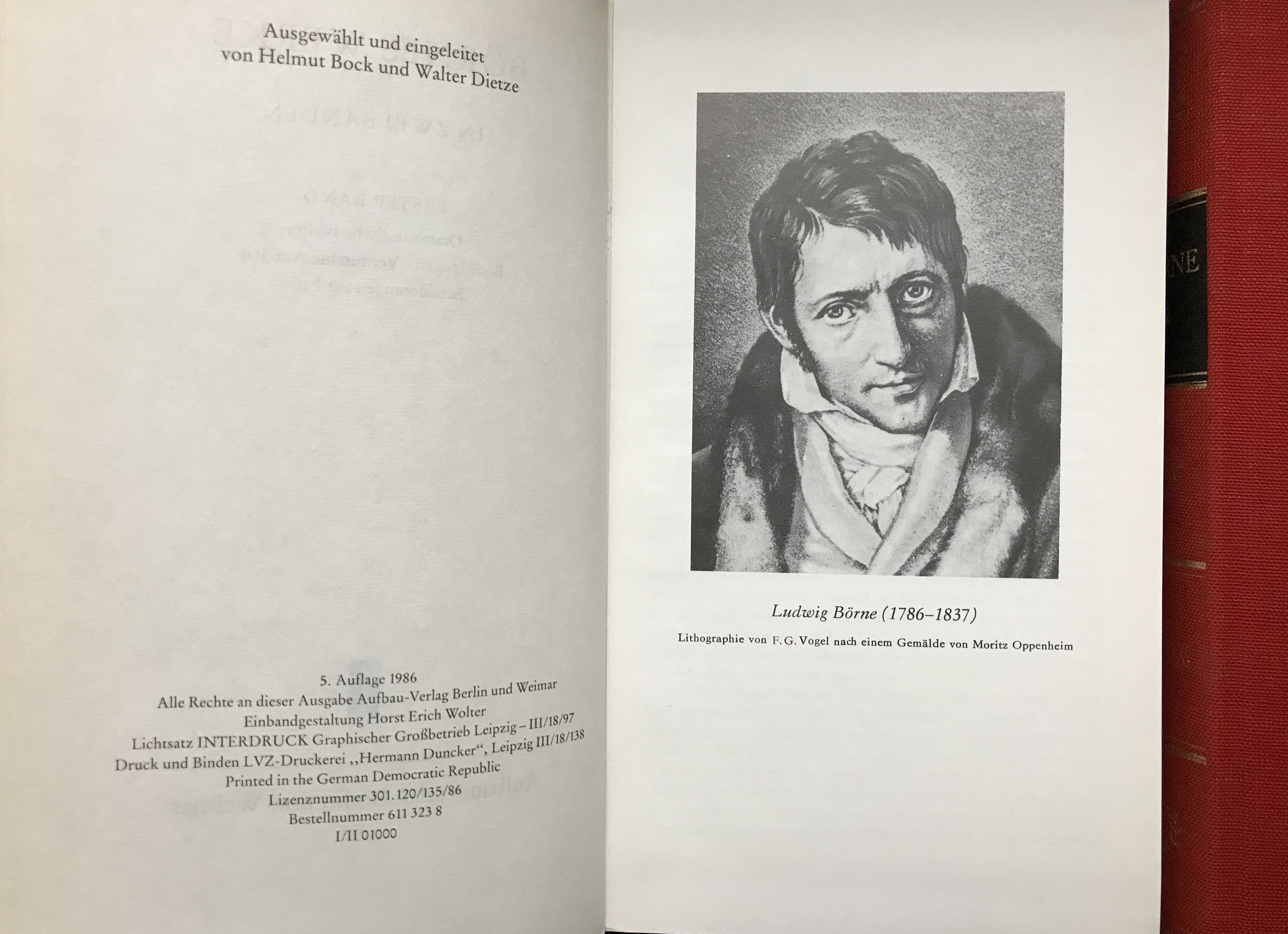
From volume 1 of Ludwig Börne's 2-volume edition as part of the large GDR series „Bibliothek deutscher Klassiker“. (Design)

Jede Ausgabe hatte einzelne Schwerpunkte und setzte oftmals eigene Aufnahme- und Weglassungskriterien. So ist z. B. die Winckelmann-Textausgabe nicht mit einer besonders bei diesem Autor notwendigen Briefausgabe ergänzt worden. Walther Rehms Ausgabe hat einen ähnlichen Umfang wie Holtzhauers DDR-Winckelmann-Ausgabe, jedoch machen Briefe einen Drittel des Umfangs aus. In der Börne-Ausgabe fällt dessen problematische Goethe-Kritik komplett weg.
Die kontroversen und ideologisch gefärbten Diskussionen über einzelne Ausgaben können anhand des Goethe-Beispiels besonders gut veranschaulicht werden. Die Goethe-Ausgabe wurde von dem Herausgeber Reinhard Buchwald, einem in Westdeutschland lebenden Pädagogen, Literatur- und Kulturhistoriker, erarbeitet. Diese Ausgabe erfuhr rasch prominente ideologische Kritik, sowohl hinsichtlich der Auswahl und der Einleitung als auch wegen Buchwalds sichtbarer politischer Haltung. Dessen Arbeit ließ aus Sicht des DDR-Kulturministeriums einen parteilichen Standpunkt vermissen und wurde in der Folge vom Markt genommen. Das ist der Grund, warum es in der Bibliothek deutscher Klassiker zwei verschiedene Goethe-Ausgaben gibt (siehe oben).

## Interpretationsperspektiven
Das Werk ist ein Produkt seiner Zeit und fällt in die historische Phase des sogenannten Tauwetters im sowjetischen Machtbereich. Spezifisch in der DDR kamen die Wirkungen der Niederschlagung des Aufstandes vom 17. Juni 1953 hinzu, diese Edition war ein Teil der Entspannungspolitik der SED-Führung. Damals wurde unter der Ägide der SED-Führung die Integration der bürgerlichen Kultur in das Selbstbild des neuen Staates gefördert. Die Werke mussten somit zwar irgendwie kompatibel mit der offiziellen Staatsideologie der Führung der DDR erscheinen, gleichzeitig blieben sie aber eigensinnige Kunst aus einer anderen Epoche. Die Lösung bestand darin, dass man die Reihe nur bis zu dem Zeitpunkt führte, an dem so etwas wie marxistisch orientierte Literatur zu erscheinen begann. Die BdK stehe für eine „naive, einvernehmende Form einer positiven kulturellen Traditionsanbindung“.
Ob die BdK im Gefüge des DDR-„Unrechtsstaates“ systemstabilisierend war, so wie von der SED-Führung in den 1950er Jahren initial beabsichtigt, kann – falls überhaupt – nur zeitlich und sozial differenziert beantwortet werden.

## Schulische Verwendungsmöglichkeiten
Das editorische Großprojekt der Bibliothek deutscher Klassiker ist ein in mehrfacher Hinsicht geeigneter Gegenstand für den Geschichts- und Literaturunterricht.
- Durch die lange zeitliche Erstreckung des Projekts von erster Idee bis zum Ende der DDR (1953 bis 1990) lassen sich an einem kanonischen Gegenstand, der klassischen deutschsprachigen Literatur, auf eine exemplarische Weise die politischen Konjunkturen und immer engen, aber veränderlichen Freiheitsspielräume in der DDR zeigen.
- Das Wechselspiel von systemäußeren Einflüssen und innerer Stabilität in Diktaturen kann verdeutlicht werden.
- Die Auswahl der BdK legt den Literaturkanon in der DDR zumindest teilweise offen. Dadurch werden allgemein Fragen der Bedeutung von Bildungskanones, ihrer Funktion und ihren Grenzen exemplarisch deutlich.
- Die Lektüre der einzelnen als klassisch postulierten Autoren gewinnt vor dem Hintergrund dieser Editionsgeschichte eine neue Perspektive. Literarischer Eigensinn und die Möglichkeit zur politischen Instrumentalisierung werden diskutierbar.